# Casekow Ldb.
Casekow Ldb. – zlikwidowana wąskotorowa stacja kolejowa w Casekow na linii kolejowej Casekow Ldb. – Pomorzany Wąskotorowe, w powiecie Uckermark, w kraju związkowym Brandenburgia, w Niemczech. Stacja była styczną do normalnotorowej linii kolejowej Szczecin – Berlin.